# Estudos etíopes
Estudos etíopes ou Estudos etíope-eritreus referem-se a um campo académico multidisciplinar dedicado à investigação sobre a Etiópia e a Eritreia dentro do contexto cultural e histórico do Chifre da África.

## Visão geral
O conceito clássico de estudos etíopes e eritreus, desenvolvido por estudiosos europeus, é baseado em disciplinas como filologia e linguística, Filosofia, história e etnografia. Inclui o estudo das artes etíopes e eritreias e a história e teologia da Igreja Ortodoxa Etíope. O núcleo clássico dos estudos etíopes e eritreus é a filologia das fontes escritas da Etiópia cristã e da Eritreia e a linguística etio-semítica.
Enquanto que essa abordagem de matriz europeia ainda está viva e tem o seu papel, os estudos etíope-eritreus contemporâneos se abriram para uma orientação metodológica mais ampla que tenta evitar um viés em favor da cultura cristã abissínia (especialmente dos povos Amhara, Tigrinya; cf. povos Habesha). Assim, ela inclui o estudo de outras línguas e culturas afro-asiáticas da Etiópia e da Eritreia, além daquelas de derivação etiópico-semítica; as línguas e culturas não afro-asiáticas da nação, incluindo as culturas do sul da Etiópia; religiões não-cristãs, incluindo o islamismo na Etiópia e na Eritreia e religiões tradicionais; ciências sociais e políticas; bem como questões contemporâneas como estudos de meio ambiente e desenvolvimento.

## Instituto de Estudos Etíopes
O estudo de tópicos etíopes e eritreus estava há muito concentrado em instituições académicas europeias. Isto é visto em exemplos como Enno Littmann a dirigir a Expedição Alemã Aksum na Etiópia em 1905. Quando a Itália invadiu a Etiópia, alguns estudiosos italianos como Enrico Cerulli estavam ativos na Etiópia. Como resultado, muitas coleções de manuscritos etíopes e outros materiais da Etiópia são encontrados em museus e bibliotecas europeus.
Os estudos etíopes começaram uma nova era em 1963, quando o Instituto de Estudos Etíopes foi fundado no campus da Universidade Haile Selassie (que mais tarde foi renomeada para Universidade de Addis Abeba). O coração do IEE é a biblioteca, contendo uma grande variedade de materiais publicados e inéditos sobre todos os tipos de assuntos relacionados à Etiópia e ao Corno de África.

## Conferências
Académicos de estudos etíopes e eritreus reúnem-se na Conferência Internacional Interdisciplinar de Estudos Etíopes, uma série de encontros que ocorre a cada três anos. Tradicionalmente, cada terceira conferência é realizada na Etiópia. A 19ª reunião foi em Varsóvia, de 24 a 28 de agosto de 2015. A 20ª conferência foi em Mekelle, Etiópia, em 2018. Volumes de procedimentos são publicados após a maioria das conferências.
Os estudos etíopes e eritreus são servidos por algumas revistas e publicações especificamente dedicadas ao domínio. Esses incluem:
- Journal of Ethiopian Studies (Ethiopia)
- ITYOPIS Northeast African Journal of Social Sciences and Humanities (Ethiopia)[6]
- Annales d'Éthiopie (France)
- Aethiopica: International Journal of Ethiopian and Eritrean Studies (Germany)
- Rassegna di Studi Etiopici (Italy)
- Northeast African Studies (US)
- Encyclopaedia Aethiopica (Germany)
- Journal of Oromo Studies (US)
- International Journal of Ethiopian Studies (US)

## Etíopeanistas notáveis
- Amsalu Aklilu
- Bahru Zewde
- Getatchew Haile
- Merid Wolde Aregay
- Mesfin Woldemariam
- Efraim Isaac
- Taddesse Tamrat
- Antoine d'Abbadie
- Lionel Bender
- Enrico Cerulli
- Marcel Cohen
- Carlos Conti Rossini
- Marie-Laure Derat
- August Dillmann
- Harold C. Fleming
- Ângelo Del Boca
- Robert Hetzron
- Olga Kapeliuk
- Lobo Leslau
- Donald N. Levine
- Enno Littmann
- Hiob Ludolf
- Thomas Lambdin (EUA)
- Richard Pankhurst
- Alula Pankhurst
- Edward Ullendorff
- Lanfranco Ricci
- David Appleyard
- Ageu Erlich
- Ulrich Braukämper
- Alessandro Bausi
- Steve Kaplan